# Unlimited Capacity for Love
Unlimited Capacity for Love (español: Capacidad ilimitada del amor) es el quinto y último sencillo del álbum de Grace Jones Living My Life, además de ser la última canción del mismo. También aparece en el disco dos del álbum recopilatorio Private Life: The Compass Point Sessions de 1998.

## Lista de canciones
- GE 7" single (1982) Island 105 095

1. "Unlimited Capacity For Love" (Versión Editada) - 3:30
2. "My Jamaican Guy" (Versión dub)

- Datos: Q6157202